# Premier combat de Rochefort-en-Terre
Chouannerie
Batailles
- 1er Vannes
- Fouesnant
- Scrignac
- Lannion
- Pontrieux
- Bourgneuf-la-Forêt
- Plumelec
- Savenay
- Loiré
- Ancenis
- 2e Vannes
- Pluméliau
- Pontivy
- 1er La Roche-Bernard
- 1er Rochefort-en-Terre
- Pacé
- Guérande
- Fleurigné
- Fougères
- Vitré
- Mané-Corohan
- Plabennec
- Saint-Pol-de-Léon
- Kerguidu
- Lamballe
- Saint-Perreux
- 2e Rochefort-en-Terre
- 2e La Roche-Bernard

La combat de Rochefort-en-Terre se déroula en 1793 à la suite d'une révolte paysanne contre la levée en masse lors de la Pré-Chouannerie.

## Prélude

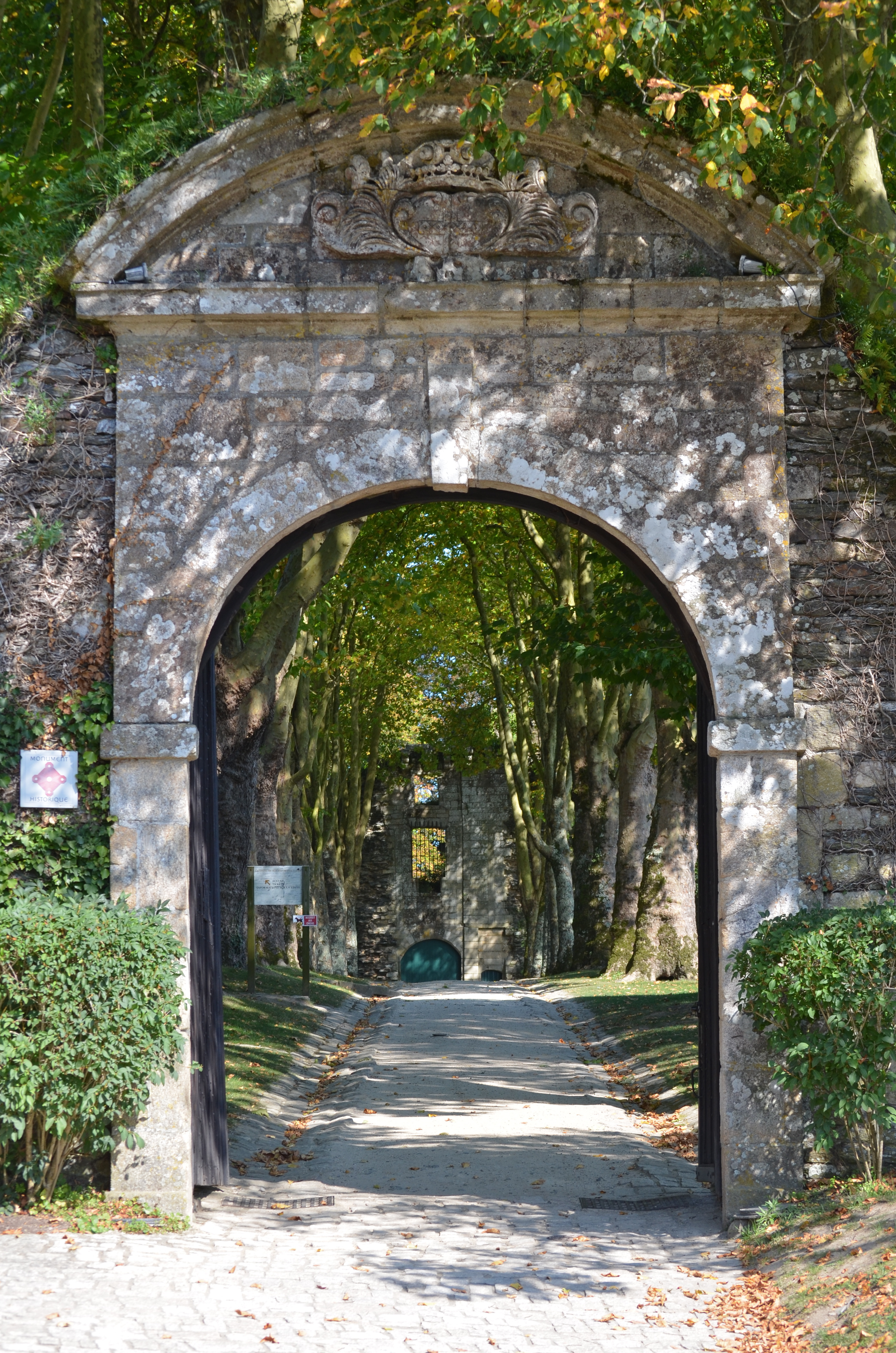
Entrée principale du château de Rochefort-en-Terre.

L'insurrection contre la levée en masse s'étend. Le 16 mars 1793, lendemain de la prise de La Roche-Bernard, la petite ville de Rochefort-en-Terre est attaquée par 5 000 paysans des environs de Ploërmel, La Roche-Bernard, Redon, Muzillac et Rochefort-en-Terre. Les insurgés sont commandés par Auguste de La Haye de Silz et sont encadrés par un noyau d'autres chefs et d'hommes de l'association bretonne. 
Dès le 14 mars, de Silz met en place une certaine organisation, chaque paroisse est tenue de lever un nombre d'hommes en fonction de sa population, ainsi les contingents fixés sont de 60 hommes pour Caden, 53 pour Limerzel, 58 pour Carentoir, 15 pour Molac, 23 pour Saint-Martin-sur-Oust, 52 pour Saint-Gravé, 4 pour Berric, 61 pour Pluherlin, 16 pour Pleucadeuc, 4 pour Noyal-Muzillac, cependant l'enthousiasme est tel que ces paroisses fournissent des effectifs encore plus élevés. Les quelques patriotes de ces paroisses sont capturés et contraints de marcher avec les insurgés.
De leur côté, les patriotes de Rochefort-en-Terre, bien qu'informés de la prise de La Roche-Bernard, n'ont pas pris de grandes protections. La ville, protégée par des défenses naturelles et par un vieux château médiéval, pense pouvoir se défendre. Néanmoins les effectifs sont faibles, Rochefort-en-Terre ne dispose que de 48 soldats du 109e régiment d'infanterie de ligne et d'une cinquantaine de gardes nationaux commandés par le lieutenant de gendarmerie Guérin, de plus la population de la ville n'est pas particulièrement patriote.

## Le combat

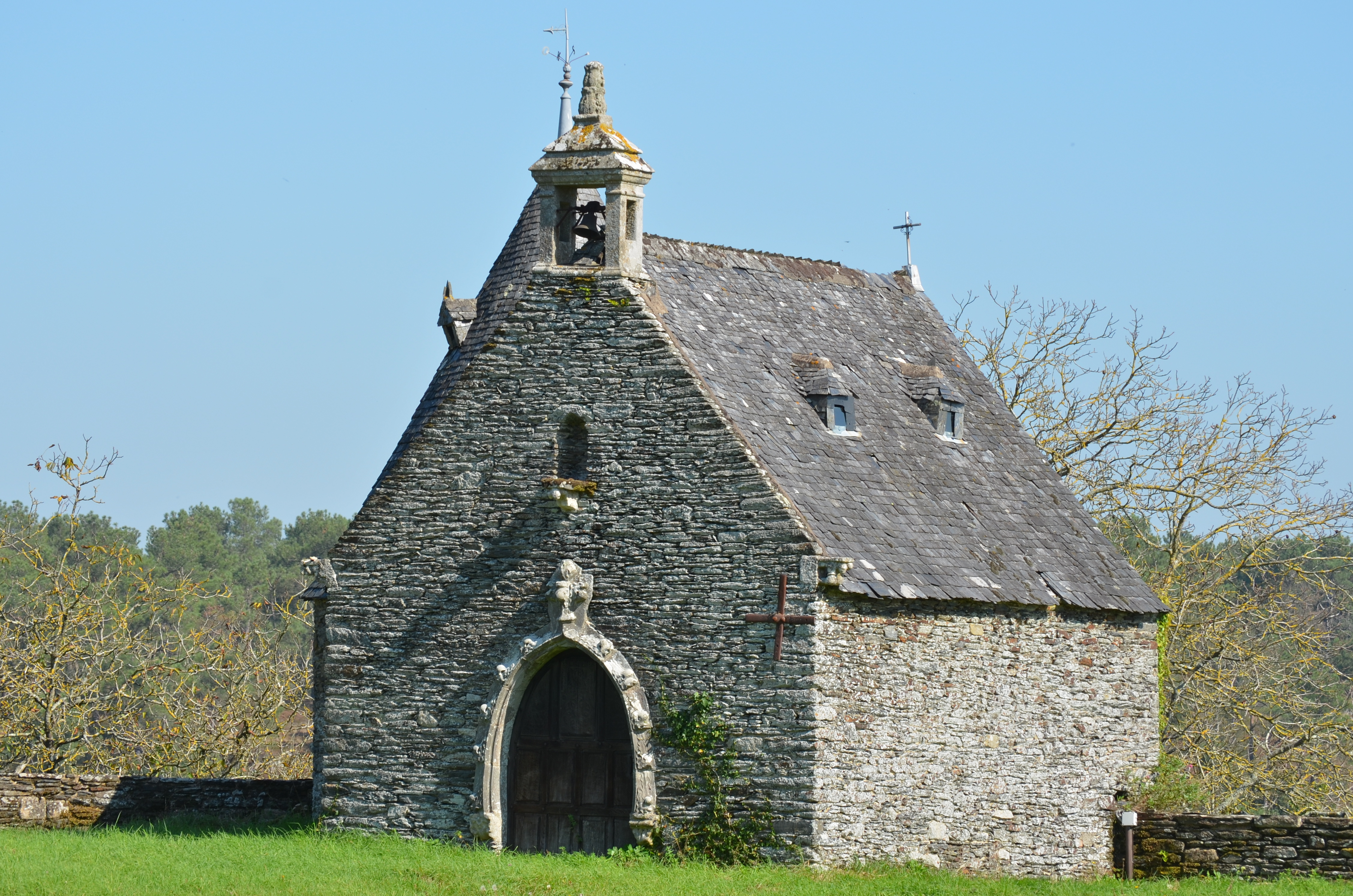
Chapelle du château.

Le 16 mars 1793, 6 000 hommes, renforcés par des vainqueurs de La Roche-Bernard, se présentent devant Rochefort-en-Terre qui est rapidement encerclée. Devant cette menace, les gardes nationaux prennent la fuite avant même le début des combats. Brandissant un drapeau blanc marqué d'une croix en tête, les paysans s'avancent alors sur trois colonnes en poussant de grands cris qui épouvantent les Républicains et parviennent à entrer dans la ville par le coteau de Saint-Fiacre sans rencontrer de résistance, puis arrivent en vue du château. Le Républicains sont désorganisés. Le lieutenant Guérin, qui n'a pu réunir qu'une partie de ses hommes, propose alors de tenter une percée, mais les administrateurs refusent et les Républicains décident de se retrancher dans le château. Mais les paysans passent à l'attaque, les soldats ouvrent le feu et trois ou quatre assaillants sont tués, cependant les portes du château sont enfoncées et les insurgés pénètrent dans la cour. 
Les Républicains décident alors de parlementer, et le procureur-syndic Duperron est envoyé pour négocier la capitulation. Les discussions aboutissent et les Républicains s'engagent à livrer leur poudre et leurs munitions tandis que les insurgés promettent de ne commettre  aucun pillage. Cependant alors que l'affaire semble se terminer pacifiquement, un nouveau groupe d'insurgés se présente, beaucoup plus agressif que les précédents. Ceux-ci parviennent à se saisir de 3 administrateurs qui sont massacrés, l'un d'eux est tué au pied d'un calvaire qu'il avait fait mutiler, plusieurs maisons sont également pillées. Les autres Républicains sont gardés prisonniers tandis que les insurgés restent maîtres de la ville.